# バットダンス
「バットダンス」（原題: Batdance）は、アメリカのミュージシャン、プリンスの曲で、1989年の映画『バットマン』のサウンドトラックに収録された。『バットマン』の人気により、この曲は全米1位を獲得した。これはプリンスにとって4回目の出来事であった。

## 制作
本作は、プリンスが暗すぎると感じた「ダンス・ウィズ・ザ・デビル」の代替曲だった（「ダンス・ウィズ・ザ・デビル」は未発表だが、歌詞の一部はアルバムのライナーノーツに掲載されている。）。
本作は、2曲が1つになったような構成をしている。混沌とした機械的なダンスビートから、しなやかでファンキーなグルーヴにギアが切り替わり、曲の終わりには元に戻る（ただし、シングルバージョンでは中間部の前のギターソロが削除され、映画の最後のジョーカーの機械的な笑い声とマイケル・キートンの「ストップ」というサウンドバイトに切り替わる）。この曲は、当時のプリンスが持っていた多くの音楽的アイデアを融合させたものである。本作には、「200バルーンズ」、「ウィ・ガット・ザ・パワー」、「ハウス・イン・オーダー」、「レイヴ・アントゥ・ザ・ジョイ・ファンタスティック」（後にアルバム『レイヴ・アン2・ザ・ジョイ・ファンタスティック』でリリース）、「ザ・フューチャー」、「エレクトリック・チェア」の少なくとも7曲（未発表曲も含む）の要素が組み込まれまれている。これらは単なる断片であり、他の部分はトラックのリミックスにのみ登場した。この曲には映画のセリフのサンプルも多数含まれており、プリンスがサンプリングを初めて試みた曲の1つとなっている。

## 評価
『ミュージックウィーク』誌のジェリー・スミスは「たくさんのサンプルが投入され、素晴らしいファンキーなグルーヴに落ち着いている。ゴッサムシティだけでなく、バットフリークでも大ヒット間違いなしだ！」と評している。一方『スマッシュヒッツ』誌のマイク・サウターは「確かにプリンスは少し歌っているが、「KISS」以来ほとんどのレコードで入れているジンジンガンガンというギターの音しか聞こえない。それに加えて映画のセリフのカットアップや狂った笑い声や叫び声も入っている。実に奇妙な曲だ」と評した。

## ミュージック・ビデオ
この曲のミュージックビデオは1989年5月27日と28日にカリフォルニア州カルバーシティで撮影された。 アルバート・マグノーリが演出、バリー・ラザーが振付を担当し、バットマン、ジョーカー、ヴィッキー・ヴェイル（ゴッサムシティに拠点を置くジャーナリスト）の衣装を着たダンサーが5人ずつ登場した。 プリンスは、「ジェミニ」と呼ばれるフェイスペイントを施し顔の片側はジョーカー（悪）、もう片側はバットマン（善）を表現している。コスチュームも同様である。これは原作に登場するトゥーフェイスのオマージュである。
ビデオはプリンスがジェミニからの通信を受信して顔をしかめるところから始まる。バットマンとジョーカーが交互にダンスを披露し、プリンス（本人とジェミニ役の両方）が歌っている。そこからジェミニが起爆装置を叩き、電気椅子を爆発させ（歌の中で言及されている）、プリンス（実際にはマイケル・キートン）が「stop」と言うところで突然終了する。このビデオで、ヴィッキー・ベールに扮するダンサーが「All this and brains too」と書かれた黒いドレスを着ているが、これは、フランク・ミラーの『ダークナイト・リターンズ』への言及であり、映画の中で女性ニュースキャスターは同じスローガンが書かれたトップスを着ている。
「ジェミニ」は「パーティーマン」（『バットマン』からのセカンド・シングル）のビデオにも登場するが、そのときは、片側のジョーカーしかなかった。
このビデオは1990年のソウル・トレイン・ミュージック・アワードで最優秀R&B/ソウル・ミュージック・ビデオにノミネートされ、同年のMTVビデオ・ミュージック・アワードにも最優秀映画ビデオにノミネートされた。

## 日本での知名度
本作は『とんねるずのみなさんのおかげです』内でパロディPVを作成したことや『タモリ倶楽部』の「空耳アワー」で「Don't stop dancin'」の部分が「農協牛乳」と聞こえる空耳が紹介されたこともあり、日本で知名度の高いプリンスの曲のひとつとなっている。

## 参加ミュージシャン
※出典 
- プリンス– リードボーカル、バックボーカル、フェアライト CMI、シンセサイザー、エレキギター、ベースギター、ダイナコード ADD-One、リンドラム、シモンズ SDS-V、パブリソン IM-90 インファーナルマシーン
- チャック・ズウィッキー – プログラミング

## B面曲
B面の「200バルーンズ」は、映画のために録音されたが、ティム・バートンによって映画での使用を拒否された。歌詞は、もともと使われるはずだったシーンに深く言及している。
前述の通り、本曲の要素がA面の「バットダンス」に登場する。しかし最終的に残ったのは音楽部分だけだった。
本曲には「ハウス・イン・オーダー」と「レイヴ・アントゥ・ザ・ジョイ・ファンタスティック」のサンプルも含まれている。後者は映画に収録するために作られた曲だったが本曲と同じように使われることはなかった。

## ミックス違い
本作には、いくつものミックスが存在している。
7インチに収録されたバージョンはギターソロと後半のパートが削除されている。
12インチとCDバージョンには、マーク・ムーアとウィリアム・オービットによるリミックスが2つある。それは、「The Batmix」と「Vicki Vale Mix」である。「The Batmix」は混沌とした「ロック」セクションに焦点を当てており、電子的な歪んだ音やサンプリングさるた映画のセリフなどのサウンド、そして当時未発表だった「レイヴ・アントゥ・ザ・ジョイ・ファンタスティック」からの抜粋が追加されている。「Vicki Vale Mix」は中盤で、ブルース・ウェインとヴィッキー・ヴェイルの会話が追加されている。「200バルーンズ」と共に、CDシングル には、この2つのミックスが両方、収録されている。
2013年11月、ビッグ・ダディ・ケインのラップをフィーチャーし、ジョン・ルオンゴによって行われた未発表ミックスが流出した。ルオンゴによると、リミックスが未発表だった理由は、このミックスをワーナー・ブラザース・レコードが合わないと判断しリリースを拒否したが、プリンスは、このミックスを気に入っていたからだという。
またオリジナル バージョンの海賊版コピーが存在し、このバージョンには、アルバム/12インチバージョンのすべてのセクションが含まれているが、楽器セクションが拡張され、全体にわたってボーカルやサンプルが追加されている。特に、「200バルーンズ」、「ハウス・イン・オーダー」、「レイヴ・アントゥ・ザ・ジョイ・ファンタスティック」からのサンプルとキューがさらに再統合され、ジョーカーの「And where is the Batman?」の間にスローダウンしたファンク セクションがさらに、追加されている。サンプルとギターソロセクションは最終トラックにも登場するが、「Vicki Vale Mix」は最終バージョンから完全に変更されていない唯一のものである。

## 収録曲
- 7インチ盤

1. 「バットダンス」（短縮版） – 4:06
2. 「200バルーンズ」 – 5:05

- 12インチ / CDシングル

1. 「バットダンス」 – 6:13
2. 「200バルーンズ」 – 5:05

- 12インチ/CDマキシシングル

1. 「バットダンス」（The Batmix） – 7:15
2. 「バットダンス」（Vicky Vale Mix） – 5:55
3. 「200バルーンズ」 – 5:05

- 12インチ プロモーション盤

1. 「バットダンス」（The Batmix） – 7:15
2. 「バットダンス」(The Batmix ラジオ編集版） – 4:09
3. 「バットダンス」（Vicky Vale Mix） – 5:55
4. 「バットダンス」（Vicky Vale Mix ラジオ編集版） – 4:13

- 未発売のバージョン

1. 「バットダンス」（延長版） – 8:51

## チャート
| チャート (1989) | 最高順位 |
| --------------- | -------- |
| スイス          | 1        |
| ドイツ          | 10       |
| オーストリア    | 17       |
| フランス        | 5        |
| オランダ        | 4        |
| ベルギー        | 5        |

| チャート (1989)        | 最高順位 |
| ---------------------- | -------- |
| スウェーデン           | 5        |
| ノルウェー             | 1        |
| オーストラリア         | 2        |
| ニュージーランド       | 1        |
| 全英シングルチャート   | 2        |
| 全米 Billboard Hot 100 | 1        |